# Johann Franck
Johann Franck, född 1 juni 1618, död 18 juni 1677. Borgmästare tillika psalmförfattare verksam i Guben i Niederlausitz Tyskland. Han finns representerad i danska Psalmebog for Kirke og Hjem och i den svenska Den svenska psalmboken 1986 med fyra psalmer (nr 4, 149, 354 och 363).

## Psalmer
- Ande ifrån ovan (1695 nr 186, 1986 nr 363) skriven 1653
- Detta är den stora dagen (1695 nr 174, 1986 nr 149) skriven 1653
- Hela världen fröjdes Herran (1695 nr 84, 1986 nr 4) skriven 1653 Finns på Wikisource.
- Jesus, du min glädje (1695 nr 266, 1986 nr 354), skriven 1655
- Solen går nu åter neder (1695 nr 378)